# Агротуризм

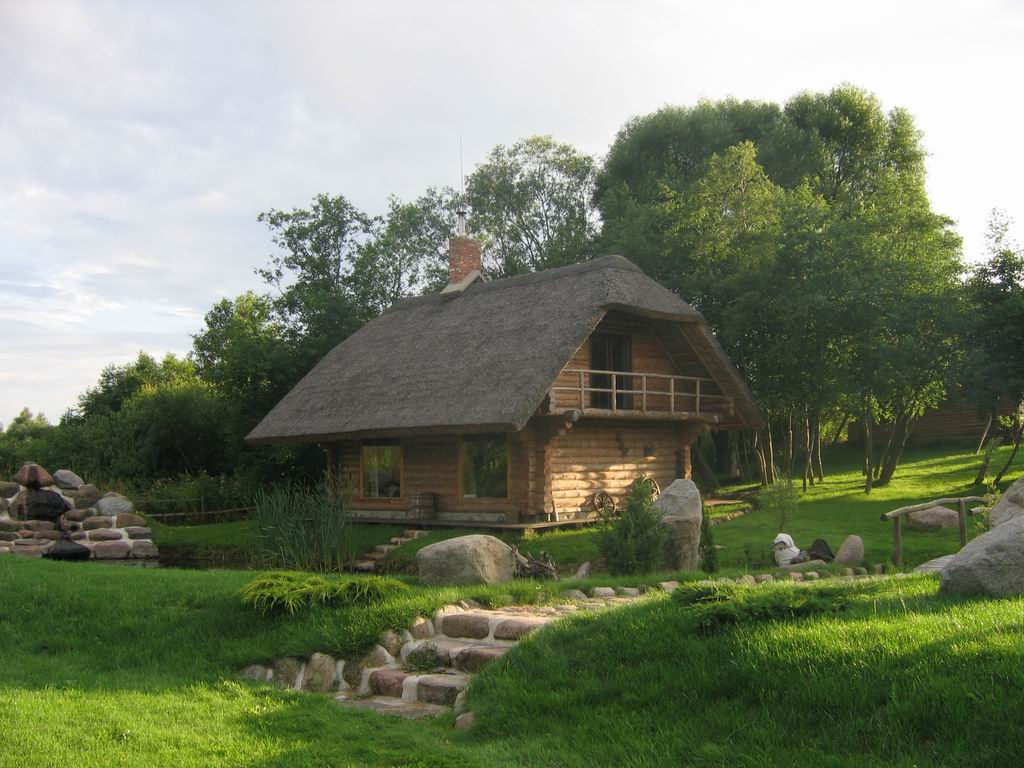
Готельний дім у сільській місцевості в Литві

Агротуризм — це відпочинковий вид туризму, зосереджений на сільських територіях і передбачає використання сільського фермерського господарства з метою рекреації, освіти та активного залучення відпочиваючих до традиційних форм господарювання. Деякі українські науковці під аграрним туризмом розуміють туристську діяльність на території сільськогосподарських (фермерських) угідь, де є умови для виробництва сільськогосподарської продукції і відпочинку міського населення з добровільним частковим залученням бажаючих до деяких видів сільськогосподарських робіт.
З точки зору сільського жителя, агротуризм — це форма підприємницької діяльності, яка безпосередньо пов'язана з сільськогосподарським виробництвом та/або туризмом, направлена на організацію відпочинку на фермі, ранчо або в особистому селянському господарстві з розважальною або пізнавальною метою, а також приносить прибуток за надані послуги. За визначенням Асоціації сприяння розвитку агротуризму, він являє собою вид діяльності, який організовується в сільській місцевості, при якому формуються та надаються відпочиваючим комплексні послуги з проживання, відпочинку, харчування, екскурсійного обслуговування тощо.
Агротуризм є частиною більш широкого поняття — сільський туризм.
Точне визначення поняття агротуризму в Законі України «Про туризм» відсутнє.

## Основні параметри
Туристи якийсь час ведуть сільський спосіб життя, знайомляться з місцевою культурою і місцевими звичаями, беруть участь у традиційній сільській праці. Агротуризм добре розвинений в Іспанії, Італії, Франції, Австралії, США.
Основні характеристики агротуризму:
- агротуризм особливо обертається навколо сільськогосподарської діяльності та досвіду на фермі. Він залучає туристів до участі в таких заходах на фермі, як збирання врожаю, посадка, догляд за тваринами та вивчення сільськогосподарських процесів. Агротуризм часто має на меті ознайомити відвідувачів із методами ведення сільського господарства, місцевим виробництвом продуктів харчування та сільським способом життя;
- основною привабливістю агротуризму є саме сільськогосподарське середовище. Туристи безпосередньо беруть участь у господарській діяльності, спілкуються з сільськогосподарськими тваринами, пробують свіжі продукти з ферми та дізнаються про практику ведення сільського господарства;
- сільське господарство є центральною темою агротуризму. Відвідувачі беруть активну участь у сільськогосподарській діяльності та отримують уявлення про щоденну роботу ферм. Основна увага зосереджена на наданні особистого досвіду, пов’язаного з фермерством і сільським життям;
- агротуризм приділяє значну увагу освіті методів ведення сільського господарства, сталого сільського господарства та засобів до існування в сільській місцевості. Відвідувачі часто отримують знання про сільськогосподарську техніку, процеси виробництва продуктів харчування та важливість сільського господарства для місцевої економіки та навколишнього середовища;
- агротуризм не тільки підтримує місцеву економіку через витрати на туризм, але також приносить пряму користь фермерам, диверсифікуючи потоки їхнього доходу. Це забезпечує додаткові джерела доходу для ферм через тури, перебування на фермі та продаж фермерської продукції відвідувачам.

Досить важливе місце у сфері агротуризму посідає інфраструктура, до якої слід віднести:
- виробничу інфраструктуру, що орієнтована на народні ремесла, можливо на виробництво сувенірів, що є характерними для даного регіону, приготування традиційних сільських страв, організація для туристів різноманітних видів сільськогосподарської діяльності;
- засоби для розміщення туристів, тобто агросадиби, ферми або сільські будиночки;
- інженерну інфраструктуру (телефонізація, освітлення, опалення, Інтернет, водопостачання) тобто все те, що сприяє комфортному споживанню туристичного продукту;
- соціальну інфраструктуру (кінотеатри, будинки культури, виставки, ярмарки та ін.[2]

## Історія
Агротуризм має велику історію в Сполучених Штатах Америки. Відпочинок і туризм на фермах можна простежити з кінця 1800-х років, коли сім'ї, намагаючись втекти від літньої спеки міста, відвідували родичів-фермерів. У 1930-х і 1940-х роках серед людей, які прагнули втекти від стресів Великої депресії та Другої світової війни, поїздки в сільську місцевість знову стали популярними. Широкого інтересу набули прогулянки на конях, контактні зоопарки на фермах, що приводило до ностальгії по фермах у 1960-х і 1970-х роках. Відпочинок на фермі, готель типу «ліжко та сніданок» і комерційні екскурсії на ферму були популярні в 1980-х і 1990-х роках.
Після періоду культурного та політичного просування, агротуризм вперше увійшов до італійського законодавства на місцевому рівні в 1973 році (автономна провінція Тренто). Перша згадка про агротуризм (розміщення в агротуризмі) в законі штату належить до рамкового закону про туризм 1983 року (Закон від 17 травня 1983 року, п. 217). Перший закон для регулювання агротуризму був виданий через два роки (Закон № 730 від 5 грудня 1985 р.). Сьогодні в Італії кількість агротуристичних центрів становить від 9000 до 20 000. Їхній успіх спонукав багато інших країн Європейського Союзу до впровадження подібної національної політики, щоб допомогти збільшити дохід ферми та створити робочі місця в сільських громадах.

## Агротуризм в Україні
Довгий час законодавці України намагалися врегулювати поняття агротуризму та гармонізувати законодавчу базу та податковий кодекс, який би забезпечив чітке регулювання такого виду туризму. Проте, станом на 2025 рік жоден з проєктів законів на тему сільського та агротуризму не був прийнятий.
Наприклад, проєкт Закону України Міністерства аграрної політики «Про аграрний туризм та агротуристичну діяльність» від 24.02.2009 р. пропонував єдине поняття аграрного туризму як виду туризму відпочинкового і пізнавального характеру, пов'язаного з використанням майна особистих селянських господарств, що передбачає здійснення агротуристичної діяльності під час тимчасового перебування туристів у сільській місцевості. «Сільський аграрний туризм», я поняття визначалося  — як вид туризму, що проводиться у сільській місцевості і передбачає використання майна фізичних осіб — сільськогосподарських товаровиробників, особистих селянських господарств, фермерських господарств з метою рекреації, тимчасового розміщення (проживання) туристів та активного залучення до традиційних форм сільського господарювання.

## Різновиди
Різновидом агротуризму є поєднання роботи з відпочинком, коли в обмін на участь у сільськогосподарських роботах частину дня турист / землероб отримує житло і харчування, без платежів грошей між двома сторонами. Такий тип взаємодії фермерів і туристів організовується в багатьох країнах світу через програму WWOOF.